# Erycibe clemensae
Erycibe clemensae är en vindeväxtart som beskrevs av V. Ooststr. Erycibe clemensae ingår i släktet Erycibe och familjen vindeväxter. Inga underarter finns listade i Catalogue of Life.